# 邵廉
邵廉（1529年—？年），字虛直，號圭斋，江西建昌府南豐縣人，明朝政治人物。

## 生平
治《書經》，由縣學增廣生中式江西鄉試第十名舉人，會試中式第二十四名。嘉靖四十四年（1565年）乙丑科第三甲第三百一十名進士。吏部观政，隆慶元年（1567年）十月授工部主事，三年闰六月改兵科给事中，四年二月升建宁知府。于隆庆五年（1571年）接替朱奎任福建建宁府知府，隆庆年间(1567～1572年)由曹当勉接任。万历二年（1574年）正月调任太平府知府，丁忧归。五年七月復除肇庆府，丁忧。九年二月復除成都府，十一年正月致仕。

## 家族
曾祖邵忠傑，祖邵廷鑑，父邵明卿，前母揭氏；王氏。兄邵本（庠生）。